# Баш, Несрин
Несрин Баш (тур. Nesrin Baş; 25 июня 2002, Токат, Турция) — турецкая спортсменка, борец вольного стиля, победитель и призёр чемпионатов Европы .

## Карьера
В августе 2021 года стала бронзовым призёром Первенства мира среди юниоров U20 в Уфе. В сентябре 2022 года она принимала участие на чемпионате мира в Белграде. В октябре 2022 года в испанском городе Понтеведра, одолев в финале японку Наруху Мацуюки, она победила на чемпионате мира до 23 лет. В середине марта 2023 года в Бухаресте она победила на чемпионате Европы до 23 лет, в финале она победила Сюзанну Мольнар из Словакии. В апреле 2023 года в Загребе на чемпионате Европы, в схватке за 3 место её соперница Аделе Ганзличковой из Чехии не вышла из-за травмы, тем самым она завоевала бронзовую медаль. В середине февраля 2024 года, одолев в финале Александру Ангел из Румынии, стала чемпионкой Европы в Бухаресте. В мае 2024 года в Стамбуле она принимала участие на мировом квалификационном турнире, где ей удалось завоевать квоту для Турции на Олимпийские игры в Париже.
В апреле 2025 года на чемпионате Европы в Братиславе в весовой категории до 72 кг завоевала серебряную медаль. В финальной схватке уступила сопернице из Украины Алле Белинской.

## Личная жизнь
Является студенткой Университета Токат Газиосманпаша.

## Достижения
- Чемпионат Европы по борьбе 2023 — ;
- Чемпионат Европы по борьбе 2024 — ;
- Чемпионат Европы по борьбе 2025 — ;